# 克里斯蒂安·戈德弗里德·戴贝尔·德·哈梅拉乌
克里斯蒂安·戈德弗里德·戴贝尔·德·哈梅拉乌（波蘭語：Krystian Godfryd Deybel de Hammerau，1725年—1798年）是一位波兰立陶宛联邦军司令和炮兵将军。他参与了1794年的华沙起义并领导科希丘什科起义的炮兵。
他生于萨克森选侯国血统的波兰化日耳曼贵族家庭，戴贝尔在1740年加入王室学生军训队。在1750年他被送往德累斯顿，在那里他学习炮兵战术。在他1753年回到波兰时他参加王室炮兵队，并在各个职位上表现都十分突出，被升为团长。
在华沙起义中，戴贝尔是华沙兵工厂的指挥官，并让波军驱使俄军撤出城市。因为他的表现，他在1794年5月18日被晋升为少将。虽然在那时他已70多岁了，但他依然留在波兰军队中，直到逝世。